# Alfred L. Kroeber
Alfred Louis Kroeber (Hoboken, 11 juni 1876 – Parijs, 5 oktober 1960) was een Amerikaans cultureel antropoloog.
Kroeber doctoreerde in 1901 onder Franz Boas en ontving het eerste doctoraat in de antropologie aan de Columbia-universiteit. Hij was tevens de eerste professor in de antropologie aan de Universiteit van Californië - Berkeley. Kroeber was een invloedrijk antropoloog, maar deed ook archeologisch en antropologisch-taalkundig werk. Zo verzamelde Kroeber veel gegevens over de inheemse volkeren van de westelijke Verenigde Staten. Over de inheemse volken van Californië publiceerde hij het Handbook of the Indians of California (1925), waarin hij de term tribelet voor het eerst gebruikte. Kroeber wordt daarnaast gezien als de vader van het concept cultuurgebied. Hij is ook bekend om zijn werk met Ishi, de laatste Yahi-indiaan. Zijn bekendste leerling was Julian Steward.

## Persoonlijk leven
In 1906 huwde Kroeber met Henrietta Rothschild. Zij stierf in 1913 aan tuberculose. Kroeber hertrouwde in 1926 met Theodora Kraków Brown, een weduwe die Kroeber ontmoet had toen zij nog studente was. Ze kregen twee kinderen: literatuurcriticus Karl Kroeber (1926–2009) en sciencefictionschrijfster Ursula K. Le Guin (1929-2018).